# Tierra de Nod

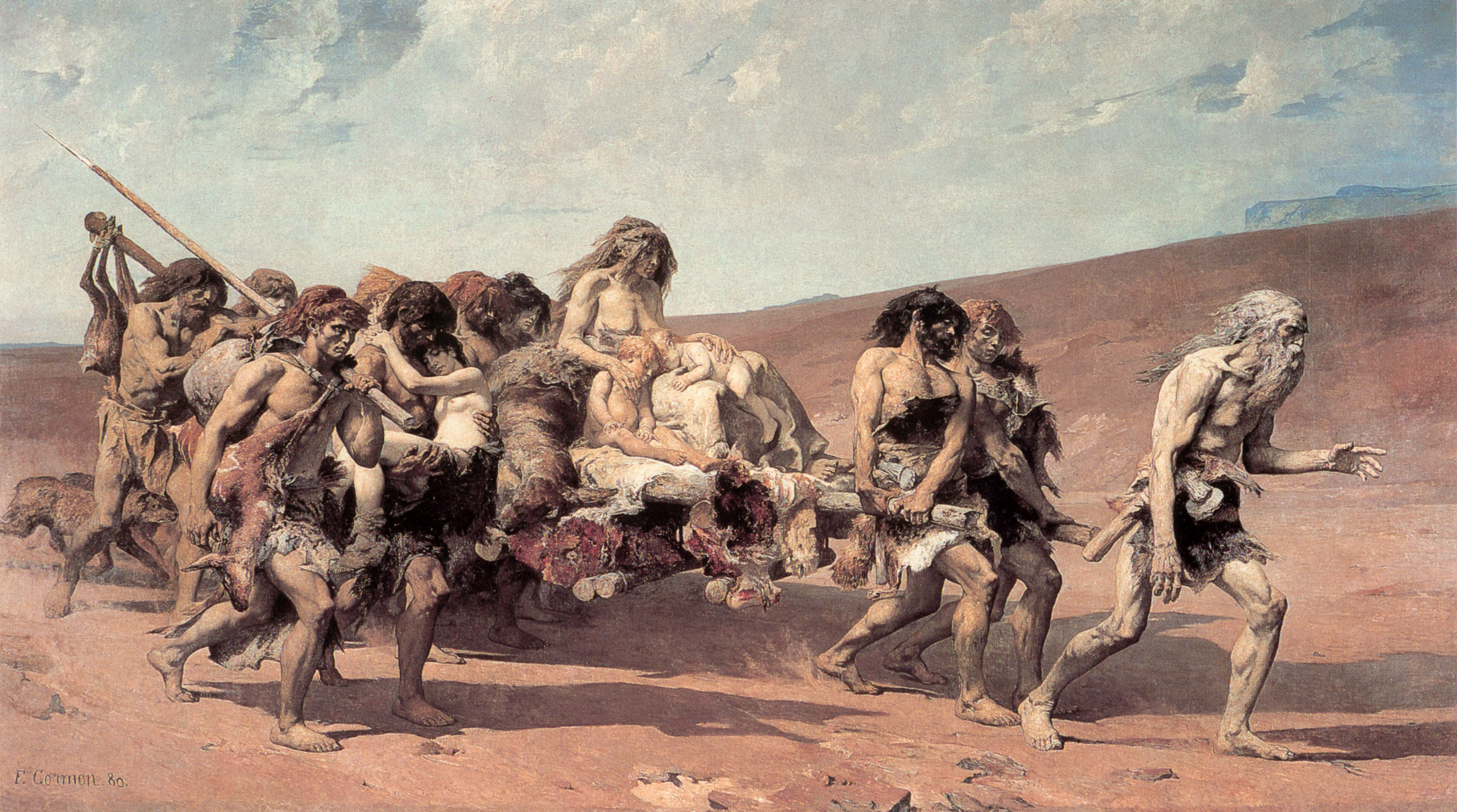
Pintura de Fernand-Anne Piestre Cormon titulada «Caín huyendo ante la maldición de Jehová», c. 1880, Musée d'Orsay, París.

La Tierra de Nod (en hebreo: eretz-Nod) es un topónimo bíblico. La única mención de este lugar aparece en el Libro del Génesis (capítulo 4, versículo 16) como el sitio donde Caín habitó tras el asesinato de Abel y la subsiguiente condena divina.

«Salió, pues, Caín de delante de Dios, y habitó en tierra de Nod, al oriente de Edén».

La explicación más verosímil sobre el origen de la tierra de “Nod” es que su nombre provendría de la palabra hebrea nodedim que significa «fugitivos», lo cual es un contrasentido ya que supuestamente antes de Caín no había anteriores fugitivos. Es precisamente la palabra Nod, «fugitivo», con la que se designa a Caín en el texto bíblico original. (Génesis 4:14)
En el contexto místico judío se supone que en estas tierras se encontraría Lilith y los hijos que ella habría concebido con Adán.

«Expulsó, pues, a Adán y puso querubines al oriente del jardín de Edén»
Génesis 3:24

Génesis 4:16 "Así Caín se alejó de la presencia del Señor y se fue a vivir a la región llamada Nod, al este del Edén" (Nueva Versión Internacional).
Existe un relato recreado en el Libro de Nod, acerca de Caín, Lilith y la descendencia de ambos. Una especie de "Génesis" del Vampirismo en la Biblia del Infierno.